# Jules Noten
Jules Noten (Hamont, 22 juni 1960) is een Belgisch bedrijfsleider en bestuurder.

## Levensloop
Jules Noten liep school aan het Sint-Jozefcollege in Turnhout. Hij studeerde aan de Katholieke Universiteit Leuven en VLEKHO. Hij behaalde een executive management program aan de Kellogg School of Management (Northwestern-universiteit) en een advanced management program aan de Harvard Business School, beide in de Verenigde Staten.
Hij begon zijn carrière in 1984 bij Unilever. Hij werkte achtereenvolgens voor het diepvriesproductenmerk Iglo in Brussel (1985-1993), Unilever Global Foods in Rotterdam (1993-1996), het diepvriessnackmerk Mora Snacks Benelux in Maastricht (1996-1999), Unilever in Dublin (1999-2001) en Unilever Bestfoods in Brussel (2001-2003). Van 2001 tot 2003 was hij tevens voorzitter van Unilever in België.
Van september 2003 tot februari 2008 was Noten CEO van Massive, een merk van Philips Lightning. Van 2008 tot 2009 was hij senior advisor van de Britse 3i Group. Van januari 2009 tot augustus 2012 was hij CEO van de producent van textiel vloerbekleding Balta. In mei 2014 volgde hij Jean Vandemoortele als CEO van voedingsbedrijf Vandemoortele op. In juli 2020 volgde Yvon Guérin hem op.
Noten bekleedt verschillende bestuursmandaten. Hij is bestuurder van Sioen Industries sinds 2011, bpost sinds 2021 en designmerk Serax sinds 2022. In 2020 werd hij bestuurder van diepvriesgroenteproducent Ardo. In juli 2021 volgde hij er Philippe Haspeslagh als voorzitter op. Noten was tevens bestuurder van Crop's (2003-2008), Guylian (2006-2008), Genano Intelligent Air Quality (2007-2013), Leo Stevens & Cie (2008-2011), Ter Beke (2008-2016), Port of Antwerp (2016-2022) en LRM (2020-2024).